# Вяз
Вяз, или ильм (лат. Úlmus), — род деревьев семейства Вязовые (Ulmaceae).
Считается, что ильмы появились около 40 миллионов лет назад и включают в себя несколько десятков видов. Некоторые виды более известны под названиями вяз, берест; в Поволжье, на Южном Урале, на Кавказе, в Центральной Азии вяз мелколистный и вяз приземистый называют карагач.

## Распространение и экология
В виде примеси распространены главным образом в подзоне широколиственных лесов, встречаются также в южной и средней части подзоны еловых лесов. Чистые насаждения встречаются редко.
Успешно растут на плодородных почвах, особенно на аллювиальных. Некоторые виды выносят засоленные почвы и относительно сухие местообитания. Все виды довольно теневыносливы, особенно в молодости; при полном освещении растут вполне успешно и образуют мощную крону.
В России вяз растёт преимущественно на Европейской территории страны и Дальнем Востоке, но имеются и островные места его произрастания в Зауралье. Так, в пригороде Ирбита находится природный заповедник «Вязовая роща», являющийся крайней восточной точкой распространения дикорастущих вязов в Зауралье. Далее, к востоку, на большей части Сибири, естественные местонахождения вязов отсутствуют, и появляются, начиная с Бурятии и Забайкальского края.

### Болезни и вредители
Вязы повреждают многие насекомые, особенно листогрызущие (ильмовый листоед, ильмовый ногохвост и др.), а также опасные грибковые болезни (голландская болезнь ильмовых, периодически вызывающая массовое усыхание вязов). Многие европейские и американские виды близки к полному вымиранию.
|  |
|  |
|  |

## Ботаническое описание
Преимущественно листопадные растения. Высота деревьев иногда достигает 40 м, при диаметре ствола — 2 м, некоторые виды растут в виде кустарника. Крона — от широко-цилиндрической с закруглённой вершиной до компактно-шаровидной. Ветвление симподиальное; побеги коленчатые. Ветви без колючек и шипов, с тонкими молодыми побегами на главных толстых ветвях. Кора бурая, у молодых деревьев гладкая, позже толстая и грубая, бороздчатая, с продольными трещинами. На ветвях многих южных видов образуются пробковые наросты. Корневая система обычно без стержневого корня, мощная, с отдельными, глубоко идущими корнями и многими боковыми, поверхностными. На сильно подзолистых почвах корневая система поверхностная.
Почки сидячие, длиной 2—8 мм, овальные, яйцевидные, острые или тупые, опушенные или голые, с черепичато налегающими чешуями. Листорасположение очерёдное, двурядно-мозаичное, отчего крона почти не просвечивает и дает густую тень. Листья короткочерешковые, цельные, реже в верхней части лопастные, при основании неравнобокие, размерами от 4 до 20 см, двояко- или троякозубчатые, редко просто зубчатые, заострённые. Прилистники ланцетные, рано опадающие. Даже на одном побеге листья могут различаться размерами и очертаниями, образуя красивое кружево — так называемую вязь. До созревания плодов листья почти не развиваются и начинают быстро расти только после пожелтения плодов. Осенью перед листопадом пластинка листьев окрашивается в светло-жёлтый цвет или буреет; опадают листья раньше, чем у многих других древесных пород.
Цветки мелкие, невзрачные, собраны пучками, сидящими в пазухах листьев, обоеполые, снабжены простым, колокольчатым, пятираздельным, реже 4—8, околоцветником и таким же количеством тычинок. Завязь верхняя, одногнездая, с одной семяпочкой, сплющенная, переходит в столбик, разделенный на две ветви, представляющие собою два рыльца. Цветки ветроопыляемые, у большинства видов появляются раньше листьев. Цветут обычно до появления листьев, редко осенью (вяз мелколистный (Ulmus parvifolia)).
Плод сплющенный, тонкооболочечный, крылатый орешек, перепончатое крыло которого охватывает семя кругом. Семя чечевицеобразное, без эндосперма. Плоды созревают очень рано — в Санкт-Петербурге в июне, в Крыму и на Кавказе в апреле — мае; разносятся ветром, во влажной почве прорастают через несколько дней. Проросток с двумя обратнояйцевидными, плоскими, толстоватыми семядолями, за которыми следует 2—3 пары супротивных просто зубчатых листьев. Южные виды (приземистый (Ulmus pumila), крупноплодный (Ulmus macrocarpa) и другие), растущие на открытых местах, начинают плодоносить с 5—8 лет. Северные лесные виды (вяз шершавый (Ulmus glabra), гладкий (Ulmus laevis), лопастной (Ulmus laciniata) и другие) — с 20—40 лет. Плодоносят растения ежегодно и обильно, давая до 20—30 кг семян на 1 дерево.
Размножаются пнёвой порослью, корневыми отпрысками и семенами. В раннем возрасте растут быстро.
Продолжительность жизни 80—120 лет; доживают до 400 лет. В первый год всходы достигают высоты 10—15 см; затем ежегодный прирост в высоту составляет 30—40 см, и растения сильно ветвятся. В возрасте 40—60 лет годичный прирост около 20 см, позже прирост в высоту падает.

## Значение и применение
Молодые побеги служат веточным кормом скоту (листья и кора дерева).
Большую роль ильмы играют в озеленении городов и посёлков, широко используются для озеленения улиц, садов и парков, для обсадки дорог, а также в защитных лесонасаждениях. Являются основными парковыми породами Европы, Северной Америки и средних и южных районов Европейской части России. Хорошо переносят подрезку и долго сохраняют созданную форму; используются в стриженных сооружениях. Однако часто ильмовые насаждения в степях неустойчивы и сильно страдают от вредителей.
Луб — невысокого качества; используется на кровлю, изготовление коробов и покрышку саней.
Кора — на дубление и получение красок.

### Древесина
Свойство древесины вяза сопротивляться гниению при постоянной сырости использовалось в средневековой Европе, где из выдолбленных изнутри стволов вяза изготавливали водопроводные трубы. Древесина вяза использовалась также для постройки опор первого Лондонского моста. Однако эта устойчивость к гниению в воде теряется при контакте с почвой.
Древесина вяза с тёмно-коричневым ядром и более светлой заболонью, кольцесосудистая с характерным рисунком в виде параллельных или ломано-тангентальных полос. Сердцевинные лучи узкие. Древесина крепкая, твёрдая, упругая, вязкая, трудно колется, хорошо поддаётся обработке. Плотность сухой древесины вяза колеблется в зависимости от вида и составляет в среднем 560 кг на м³. Широко употребляется в мебельной промышленности, столярном и машиностроительном производствах. Особенно ценится наплыв карагача, дающий красивый рисунок при распилке.
Исторически и по сей день вяз широко используется для изготовления луков, особенно луков-однодревок (англ.).
Дрова ильмовых пород обладают высокой теплотворной способностью.

## Классификация

### Таксономия
Род Вяз входит в семейство Вязовые (Ulmaceae) порядка Розоцветные (Proteales).
|  |                                      |  |                                                             |                                                             |                   |  | ещё 8 семейств (согласно Системе APG II) |                   |                   |                |
|  |                                      |  |                                                             |                                                             |                   |  |                                          |                   |                   | около 40 видов |
|  |                                      |  |                                                             | порядок Розоцветные                                         |                   |  |                                          |                   | род Вяз           |                |
|  |                                      |  |                                                             | порядок Розоцветные                                         |                   |  |                                          |                   | род Вяз           |                |
|  | отдел Цветковые, или Покрытосеменные |  |                                                             |                                                             | семейство Вязовые |  |                                          |                   |                   |                |
|  | отдел Цветковые, или Покрытосеменные |  |                                                             |                                                             |                   |  |                                          |                   |                   |                |
|  |                                      |  | ещё 44 порядка цветковых растений (согласно Системе APG II) | ещё 44 порядка цветковых растений (согласно Системе APG II) |                   |  |                                          | ещё около 9 родов | ещё около 9 родов |                |
|  |                                      |  |                                                             | ещё 44 порядка цветковых растений (согласно Системе APG II) |                   |  |                                          |                   | ещё около 9 родов |                |

### Виды
По информации базы данных The Plant List, род включает 40 видов. Полужирным шрифтом выделены виды, произрастающие на территории России и сопредельных стран. В квадратных скобках в конце строки — ссылка на страницу таксона на сайте GRIN.
- Ulmus alata Michx. — Вяз крылатый
- Ulmus americana L. — Вяз американский
- Ulmus ×androssowii Litv. — Вяз Андросова
- Ulmus bergmanniana C.K.Schneid.
- Ulmus boissieri Grudz.
- Ulmus ×brandisiana C.K.Schneid.
- Ulmus canescens Melville
- Ulmus castaneifolia Hemsl.
- Ulmus changii W.C.Cheng
- Ulmus chenmoui W.C.Cheng
- Ulmus chumlia Melville & Heybroek
- Ulmus crassifolia Nutt. — Вяз толстолистный
- Ulmus davidiana Planch. — Вяз Давида
- Ulmus densa Litv. — Вяз густой
- Ulmus divaricata C.H.Mull.
- Ulmus elliptica K.Koch — Вяз эллиптический
- Ulmus elongata L.K.Fu & C.S.Ding
- Ulmus gaussenii W.C.Cheng
- Ulmus glabra Huds. — Вяз горный, или Вяз шершавый
- Ulmus glaucescens Franch.
- Ulmus harbinensis S.Q.Nie & K.Q.Huang
- Ulmus ×hollandica Mill. — Вяз голландский
- Ulmus ×intermedia Elowsky
- Ulmus ismaelis Todzia & Panero
- Ulmus laciniata (Trautv.) Mayr — Вяз лопастной
- Ulmus laevis Pall. — Вяз гладкий
- Ulmus lamellosa C.Wang & S.L.Chang
- Ulmus lanceifolia Roxb. ex Wall.
- Ulmus lesueurii Standl.
- Ulmus macrocarpa Hance — Вяз крупноплодный
- Ulmus mexicana (Liebm.) Planch.
- Ulmus mianzhuensis T.P.Yi & Lin Yang
- Ulmus microcarpa L.K.Fu
- Ulmus ×mesocarpa M.Kim & S.Lee
- Ulmus minor Mill. — Вяз малый, или Берест
- Ulmus multinervosa C.H.Mull.
- Ulmus parvifolia Jacq. — Вяз мелколистный
- Ulmus prunifolia W.C.Cheng & L.K.Fu
- Ulmus pseudopropinqua Wang & Li
- Ulmus pumila L. — Вяз приземистый
- Ulmus rubra Muhl. — Вяз красный
- Ulmus serotina Sarg. — Вяз поздний
- Ulmus szechuanica W.P.Fang
- Ulmus thomasii Sarg. — Вяз Томаса
- Ulmus uyematsui Hayata
- Ulmus villosa Brandis ex Gamble
- Ulmus wallichiana Planch. — Вяз Валлиха